# Johann Ernst I. (Sachsen-Weimar)

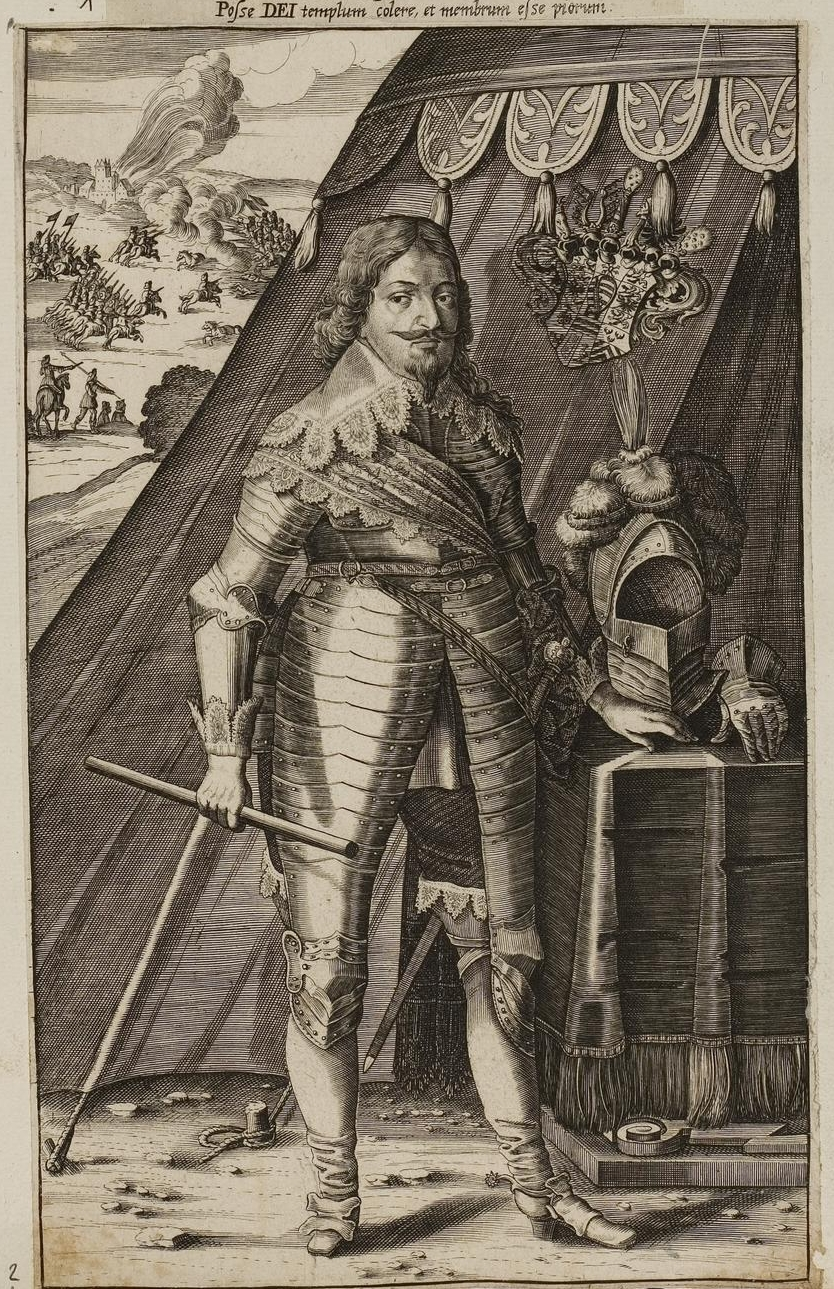
Johann Ernst von Sachsen-Weimar

Johann Ernst von Sachsen-Weimar, genannt „der Jüngere“ (* 21. Februar 1594 in Altenburg; † 6. Dezember 1626 in Turz-Sankt Martin), war von 1615 bis 1620 Herzog von Sachsen-Weimar. Er stammte aus der Familie der ernestinischen Wettiner.

## Leben

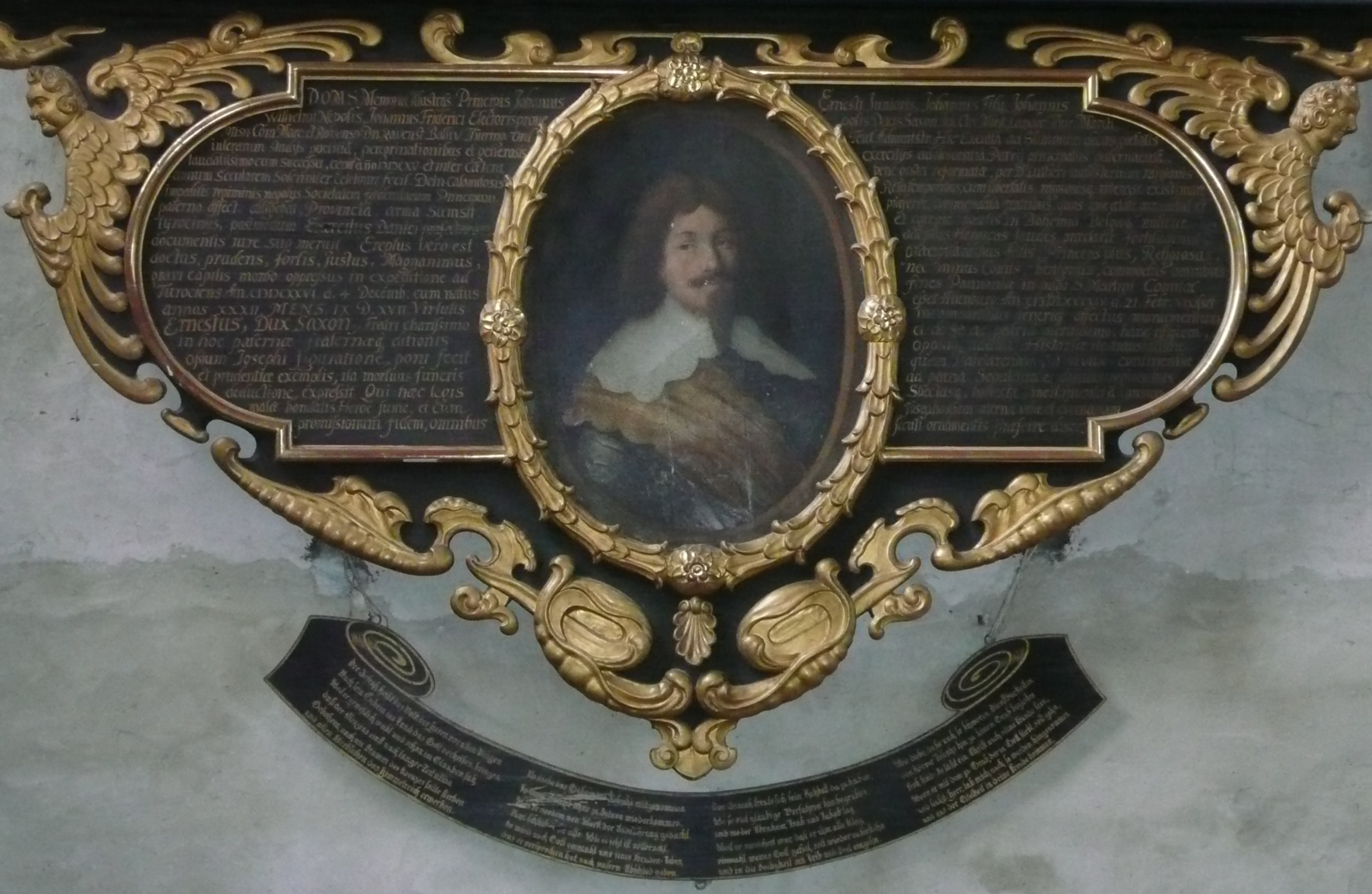
Herzog Johann Ernst von Sachsen-Weimar, Gedächtnisbild in der Marienkirche in Königsberg in Bayern

Johann Ernst war der älteste Sohn des Herzogs Johann von Sachsen-Weimar (1570–1605) aus dessen Ehe mit Dorothea Maria von Anhalt (1574–1617), einer Schwester von Fürst Ludwig I. von Anhalt-Köthen. Die nachmaligen Herzöge Friedrich von Sachsen-Weimar, Wilhelm IV. von Sachsen-Weimar, Albrecht von Sachsen-Eisenach, Johann Friedrich von Sachsen-Weimar, Ernst I. von Sachsen-Gotha und Bernhard von Sachsen-Weimar sind Johann Ernsts jüngere Brüder.
Durch mehrere Erzieher und Hauslehrer erhielt Johann Ernst eine umfangreiche Ausbildung. Ab 1608 studierte er zusammen mit seinem Bruder Friedrich an der Universität Jena. Begleitet und beaufsichtigt wurden die beiden durch den Präzeptor Friedrich Hortleder und dem späteren Hofmarschall Kaspar von Teutleben. Eine fast zweijährige Kavalierstour 1613/14 durch Frankreich, Großbritannien und den Niederlanden schloss sein Studium ab.
Johann Ernsts Vater starb 1605 und hinterließ acht unmündige Söhne, für die Kaiser Rudolf II. den albertinischen sächsischen Kurfürsten Christian II. zum Vormund bestimmte. Nach dessen Tod 1611 versuchte Johann Ernst mithilfe seiner Mutter beim Kaiser die vorzeitige Volljährigkeit zu erreichen, um selbst die Regentschaft und die Vormundschaft über seine Brüder übernehmen zu können. Dieses wurde verweigert. Stattdessen übernahm Christians Bruder und Nachfolger, Kurfürst Johann Georg I., die Vormundschaft. Die Auseinandersetzung darüber spiegelt sich sogar auf Prägungen der Achtbrüdertaler von 1612 bis 1616 in einem Chronogramm wider.
Im Jahr 1615 wurde Johann Ernst volljährig und übernahm die Regierung in Sachsen-Weimar und die Vormundschaft über seine noch minderjährigen Brüder. Als Regent förderte Herzog Johann Ernst die Reformen von Wolfgang Ratke in Weimar, die Schulreformen durch Johannes Kromayer und auch Johann Weidner gewährte der Herzog ab 1618 in Jena und Weimar das Druckrecht. Am 24. August 1617 wurde auf dem Weimarer Schloss Hornstein die Fruchtbringende Gesellschaft gegründet. Herzog Johann Ernst war eines der Gründungsmitglieder. Dabei wurde ihm als Gesellschaftsname der Käumling und als Devise Betrückt, doch nit erstickt zugedacht. Als Emblem wurde ihm das Korn in der Erden käumend, teils ausgewachsen verliehen. Zu finden ist sein Eintrag im Köthener Gesellschaftsbuch unter der Nr. 3.

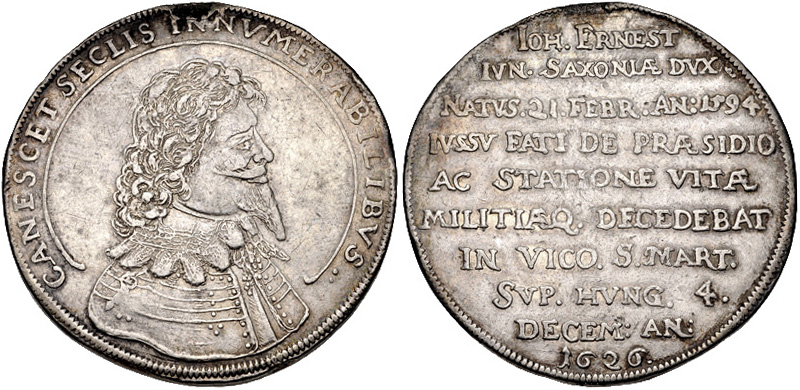
Wilhelm und seine vier Brüder ließen den Sterbetaler für Johann Ernst 1626 prägen.

Ab 1620 diente Herzog Johann Ernst als Obrist unter dem Kurfürsten Friedrich V. von der Pfalz, dem „Winterkönig“. Nach dessen Niederlage in der Schlacht am Weißen Berg am 8. November 1620 weigerte sich Herzog Johann Ernst, sich ohne Bedingungen dem Kaiser zu unterwerfen. Deshalb trat er als Herzog von Sachsen-Weimar zurück und übergab die Regierungsgeschäfte seinen Brüdern. Grundsätzlich gegen das Haus Habsburg eingestellt, kämpfte er abwechselnd als niederländischer Rittmeister oder dänischer Generalleutnant der Kavallerie in Westfalen und Niedersachsen. Als solcher war er bei der Eroberung Schlesiens dabei und folgte anschließend dem Grafen Peter Ernst II. von Mansfeld nach Ungarn. Dort starb Herzog Johann Ernst im Alter von 32 Jahren am 6. Dezember 1626 in Martin.